# Samsat
Samsat è una piccola città situata nella provincia di Adıyaman in Turchia, lungo l'alto corso dell'Eufrate.

## Storia
Le ricerche archeologiche svolte sulla collina di Şehremuz, a Samsat, hanno portato alla luce reperti risalenti al paleolitico (7000 a.C.), al neolitico (5000 a.C.), all'età del rame (3000 a.C.) ed all'età del bronzo (dal 3000 a.C. al 1200 a.C.). L'antica città di Ḫaḫḫum (Lingua ittita: Ḫaḫḫa) si trovava poco distante, ed è ricordata come fonte di oro per Sumer.
Samsat (Samosata) fu in seguito la capitale fortificata del Regno di Commagene fondato nel 69 a.C., la civiltà che costruì le statue sulla sommità del vicino monte Nemrut Dağı. La città di Samosata rimase un centro politico regionale anche durante il periodo ottomano.
La vecchia città di Samsat e la sua storia furono sommersi dalla diga di Atatürk nel 1989. La nuova città fu ricostruita accanto al nuovo bacino idrico per mano del governo, al fine di ospitare gli sfollati dell'antico centro.